# بولنت أتامان
بولنت أتامان (بالتركية: Bülent Ataman)‏ هو لاعب كرة قدم تركي في مركز حراسة المرمى، ولد في 19 يونيو 1974 في Şalpazarı ‏ في تركيا. لعب مع آلتاي إزمير وطرابزون سبور وفتحية سبور وكارسياكا ومانيساسبور ونادي بشكتاش ونادي جوزتيبي ونادي كارديمير كارابوك سبور.

## وصلات خارجية
- بولنت أتامان على موقع اتحاد تركيا (لاعب) (الإنجليزية)
- بولنت أتامان على موقع قاعدة بيانات كرة القدم.إي يو (الإنجليزية)
- بولنت أتامان على موقع عالم كرة القدم.نت (الإنجليزية)